# بارات فورج
بارات فورج (انگلیسی: Bharat Forge) شرکت مهندسی هندی است، که در سال ۱۹۶۱ تأسیس شد.